# Списък на побратимени градове на Албания
Това е списък на побратимените градове на градовете в Албания. Понякога се използват други термини, като „партньорски градове“.

### Берат
- Ловеч, България

### Вльора
- Измир, Турция
- Холивуд, САЩ

### Корча
- Солун, Гърция
- Верона, Италия

### Тирана
- Анкара, Турция
- Атина, Гърция
- Барселона, Испания[1]
- Пекин, Китай[2]
- Брюксел, Белгия
- Букурещ, Румъния
- Бурса, Турция
- Cobourg, Канада
- Флоренция, Италия
- Генуа, Италия
- Гранд Рапидс, САЩ
- Киев, Украйна
- Мадрид, Испания
- Марсилия, Франция
- Москва, Русия
- Париж, Франция[3]
- Прага, Чехия
- Прищина, Косово
- Подгорица, Черна гора
- Рим, Италия
- Сеул, Южна Корея
- София, България
- Стокхолм, Швеция
- Торино, Италия
- Улцин, Черна гора
- Вилнюс, Литва
- Загреб, Хърватия
- Сарагоса, Испания

### Фиер
- Кливланд, Охайо, САЩ